# Théâtre des Loges
Le Théâtre des Loges est une salle de spectacles située au 49 rue des Sept-Arpents, dans le quartier Hoche, à Pantin (Seine-Saint-Denis).

## Historique
Le Théâtre des Loges,, est implanté dans un ancien lavoir industriel,,, dont subsistent plusieurs éléments de structure (cuve de recueil des eaux de pluie, charpente, verrière intérieure). Le site Archives et Patrimoine de la ville de Pantin mentionne ce bâtiment parmi les lieux et bâtiments remarquables de la rue des Sept-Arpents. 
Ce lavoir a fonctionné jusqu’aux années 1950. Il a été ensuite transformé en une fabrique de selles de mobylettes, avant de devenir, dans les années 1980, un garage particulier.

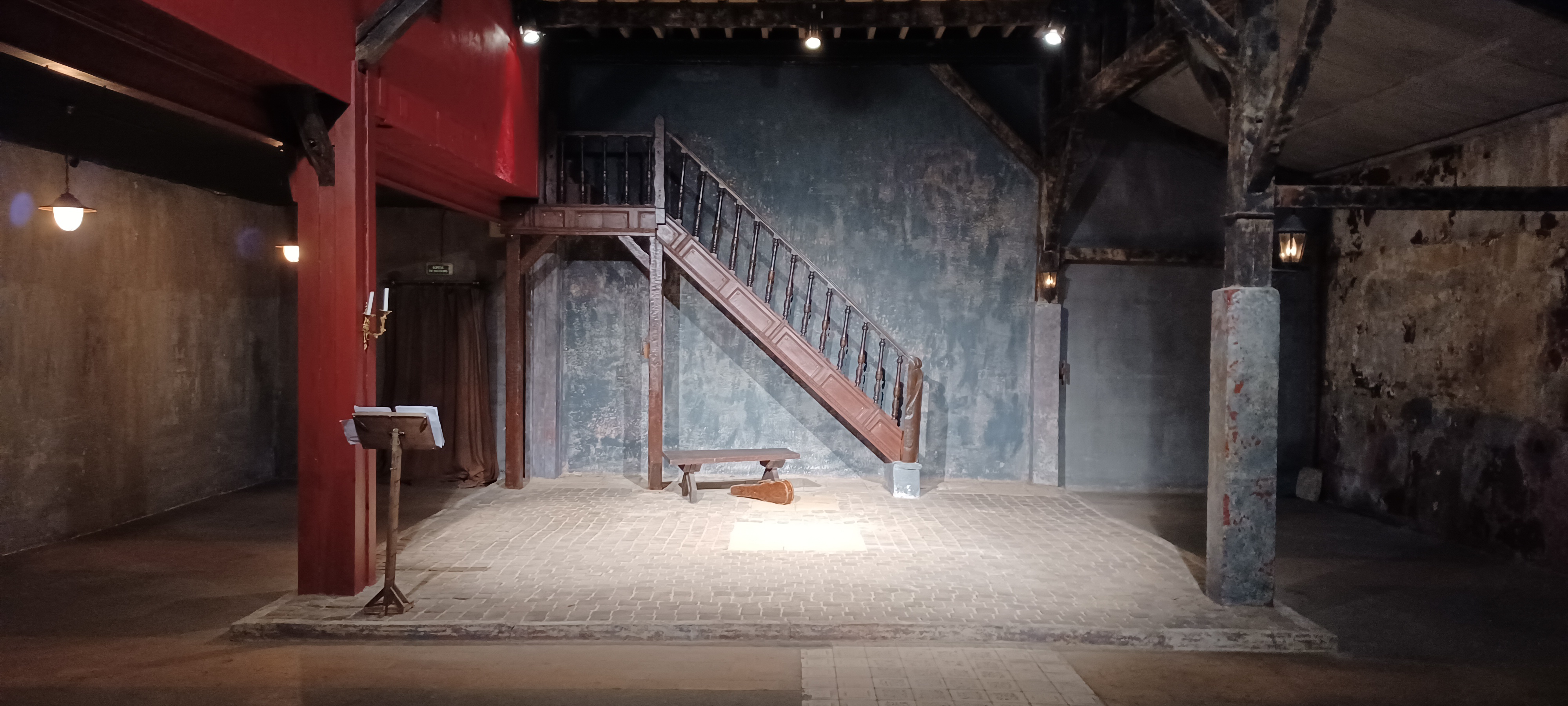
La scène pavée

La Troupe du Théâtre des Loges, fondée en 1989 par Michel Mourtérot, s’y est établie en 1997 pour y bâtir un lieu dédié au spectacle vivant,,, comportant deux scènes et un foyer. Depuis cette date, il abrite les spectacles de la Troupe du Théâtre des Loges, et accueille également les travaux d’autres compagnies de théâtre, danse ou musique.

## Spectacles représentés

### Spectacles de la Troupe du Théâtre des Loges[12]

#### Spectacles représentés avant l'installation à Pantin
1989 : Le rideau déchiré d'après Le perroquet vert d'Arthur Schnitzler
1990 : Les acteurs de bonne foi de Marivaux
1991-1992 : Don Juan ou L'homme de cendres d'André Obey
1993 : Le sauvage d'Anton Tchekhov
1994 : Caligula d'Albert Camus
1995-1996 : Le misanthrope de Molière

#### Spectacles représentés au Théâtre des Loges
1997 : Hamlet de William Shakespeare
1997-1998 : Le cri d’un acteur à un sourd de Michel Mourtérot
1998-1999 : Yerma de Federico García Lorca
1999-2000 : Le malade imaginaire de Molière
2001-2003 : La savetière prodigieuse de Federico García Lorca
2003 : Andromaque de Jean Racine
2003-2004 : Une promenade au Portugal, récital de fado par Eunice Ferreira
2003-2004 : Les fourberies de Scapin de Molière
2005-2006 : Serviteur de Michel Mourtérot
2007 : Tailleur pour dames de Georges Feydeau
2007 : Le misanthrope de Molière

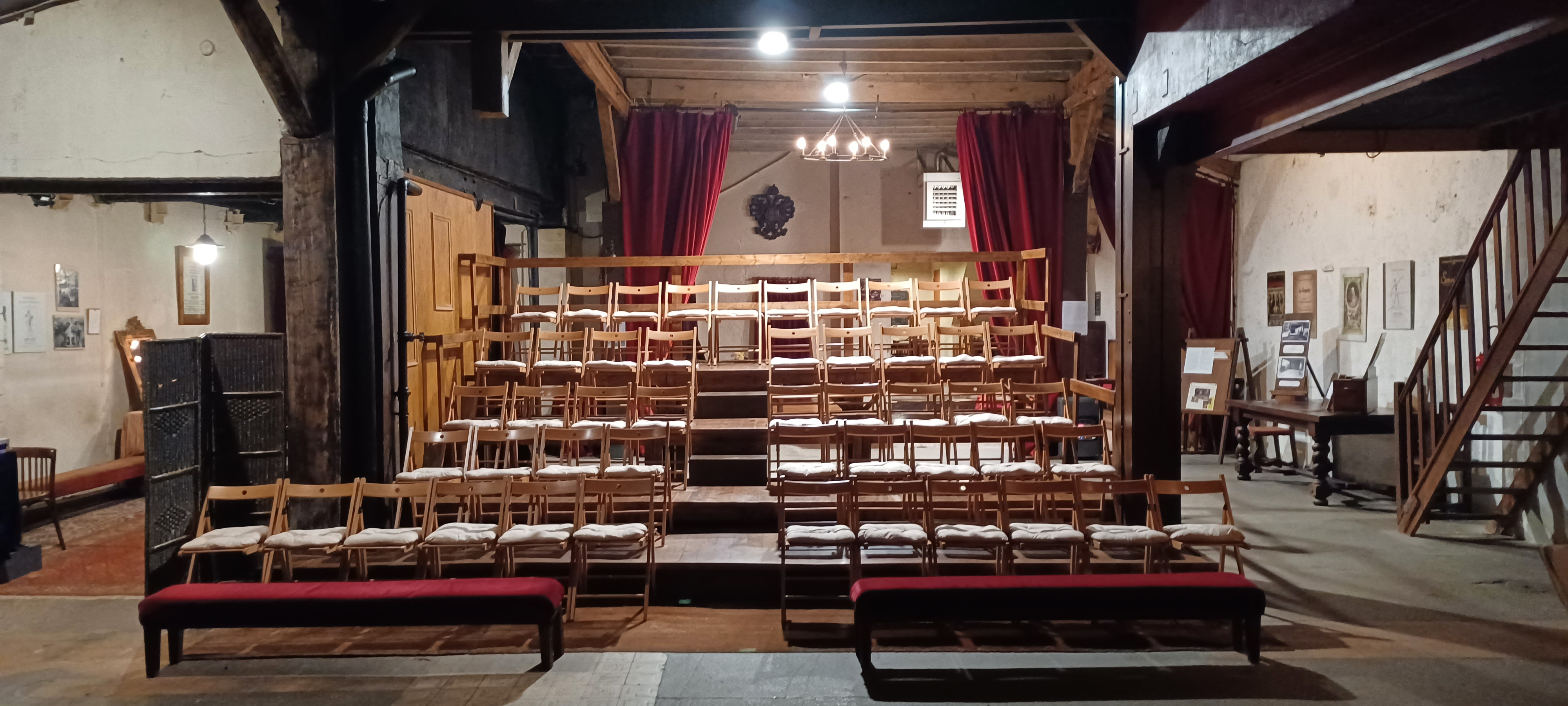
Les gradins

2007-2009 : Un prophète de rien de Sébastien Houbre
2009 : Volpone de Benjamin Johnson
2010-2011 : Camarade Renzo d’après Lorenzaccio d’Alfred de Musset
2012-2013 : L’avare de Molière

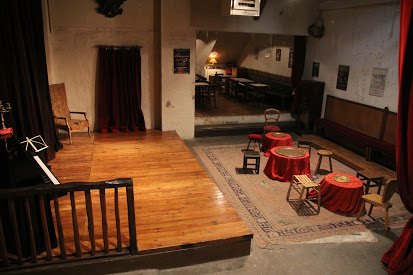
La scène de la Place Vincent et le foyer

2014-2015 : Le révizor de Nikolaï Gogol
2016-2017 : Les précieuses ridicules de Molière
2018-2019 : La tempête de William Shakespeare
2020-2021 : Turcaret ou le financier d’Alain-René Lesage
2023 : La mouette d’Anton Tchekhov
2024-2025 : Maistre Pierre Pathelin

### Spectacles des rameaux de la Troupe du Théâtre des Loges
2017 : Cléopâtre captive d'Etienne Jodelle
2019 : Les reliques d'André de Richaud
2022/2025 : Histoires de maîtres et de valets, scènes choisies de Corneille, Molière, Marivaux par la compagnie des Bons fous
2022-2023 : Les plaideurs de Jean Racine